# Elecciones parlamentarias de Brasil de 1962
Las elecciones parlamentarias se celebraron en Brasil el 7 de octubre de 1962. La participación de los votantes fue del 79,6%.

## Resultados

### Cámara de Diputados
| Partido                             | Votos      | %      | Escaños | +/–    |
| ----------------------------------- | ---------- | ------ | ------- | ------ |
| Partido Social Democrático          | 2,225,693  | 18.3   | 118     | +3     |
| Partido Laborista Brasileño         | 1,722,546  | 14.2   | 116     | +50    |
| Unión Democrática Nacional          | 1,604,743  | 13.2   | 91      | +21    |
| Partido Demócrata Cristiano         | 471.165    | 3.88   | 20      | +13    |
| Partido Social Progresista          | 368.530    | 3.04   | 21      | -4     |
| Partido Nacional Laborista (PTN)    | 360.750    | 2.97   | 10      | +3     |
| Partido Republicano                 | 269,155    | 2.2    | 9       | –8     |
| Partido Social Laborista            | 138.342    | 1.14   | 7       | +5     |
| Partido de Representación Popular   | 103.750    | 0.85   | 3       | -3     |
| Partido Libertador                  | 85.539     | 0.71   | 2       | 0      |
| Movimiento de Renovación Laborista  | 75.998     | 0.63   | 3       | +3     |
| Partido Laborista Republicano (PTR) | 72.514     | 0.60   | 3       | +2     |
| Partido Socialista Brasileño (PSB)  | 53.984     | 0.44   | 5       | -1     |
| Otros Partidos y Alianzas           | 4.582.474  | 37.78  | 0       | 0      |
|                                     |            |        |         |        |
| Votos válidos                       | 12.132.183 |        |         |        |
| Votos nulos/en blanco               | 2,615,038  | –      |         |        |
| Total                               | 14,747,221 | 100.00 | 409     | +83    |
| Votantes registrados/participación  | 18,528,847 | 79.59  | -12,42  | -12,42 |
| Fuente: Nohlen                      |            |        |         |        |

### Senado
| Fiesta                             | Votos      | %      | Escaños | Total  | +/-    |
| ---------------------------------- | ---------- | ------ | ------- | ------ | ------ |
| Partido Laborista Brasileño        | 2.694.308  | 11,9   | 12      | 18     | +2     |
| Partido Social Democrático         | 2,222,547  | 9,8    | 16      | 22     | -4     |
| Unión Democrática Nacional         | 2,182,647  | 9,7    | 8       | 16     | -2     |
| Partido Social Laborista           | 642,801    | 2.8    | 0       | 0      | 2      |
| Movimiento de Renovación Laborista | 538,789    | 2.4    | 1       | 1      | +1     |
| Partido Laborista Nacional         | 431,284    | 1,9    | 2       | 2      | +1     |
| Partido Socialista Brasileño       | 318,369    | 1.4    | 1       | 2      | +1     |
| Partido Demócrata Cristiano        | 269,560    | 1.2    | 1       | 1      | +1     |
| Partido Libertador                 | 191.685    | 0,8    | 1       | 1      | +1     |
| Partido Laborista Rural            | 185,909    | 0,8    | 0       | 0      | Nuevo  |
| Partido Social Progresista         | 157,029    | 0,7    | 1       | 1      | -1     |
| Coaliciones                        | 10,339,539 | 45,8   | 0       | 0      | 0      |
| Partido Republicano                | 10,339,539 | 45,8   | 1       | 1      | 0      |
| Independientes                     | 10,339,539 | 45,8   | 1       | 1      | +1     |
|                                    |            |        |         |        |        |
| Votos válidos                      | 20.582.991 |        |         |        |        |
| Votos nulos/en blanco              | 8.887.860  | -      |         |        |        |
| Total                              | 29,470,851 | 100.00 | 45      | 66     | +3     |
| Votantes registrados/participación | 18,496,335 | 79.67  | -12.33  | -12.33 | -12.33 |
| Fuente: Nohlen                     |            |        |         |        |        |